# Fehér Kereszt Országos Lelencház Egyesület
A Fehér Kereszt Országos Lelencház és Gyermekvédő Egyesület Budapesten, az 1885. évben alakult Fehér Kereszt Egylet néven, főleg Tabódy József, császári és királyi kamarás, az egyesület egyik későbbi másodelnökének fáradozásai folytán. A Fehér Kereszt 1895-ben egyesült az Országos Lelencház Egyesülettel, s ezt követően Fehér Kereszt Országos Lelencház Egyesület néven működtek.
Elnökei voltak: özv. gróf Károlyi Alajosné és Teleki Géza gróf. Védnöknője volt: Stefánia özv. trónörökösné, aki az egyesület érdekeit lelkes buzgalommal karolta föl. Az egyesület szakmai irányítását dr. Szalárdi Mór vállalta.
A Fehér Kereszt a gyermekmentés és védelem ügyét felkarolta és azt országosan szervezni iparkodott. Szegény beteg gyermekeket ingyen gyógyított, ezeket a rendes táplálékkal ingyen ellátta és e célból gyermekkórházakat állított fel; szegény szülőnőket, munkaképessé válásukig ellátott, gyermekük elhelyezésénél anyagi segélyezés útján is közreműködött és az elhelyezett gyermekek felett felügyeletet gyakorolt; az egyesület által ápolt szegény szülőnőket, ha erre alkalmasak voltak, dajkául elhelyezte. Az egyesület szegény nőknek terhességük utolsó hetében anyagi segélyt nyújtott. Felvette és felnevelte a 0-14 éves lelenceket, elhagyott törvényes és törvénytelen és elzüllésnek kitett gyermekeket és e célból felállított szeretet- és lelencházakat; huzamosabb vagy rövidebb ellátás és nevelés végett a rendőrség indokolt előterjesztésére, anyagi erejéhez képest, oltalmába vette a toloncházba került gyermekeket.
1893 körül tagjainak száma a központban (alapító, pártoló és rendes tag) 873 volt, a vidéken az 1500-at túlhaladta. A vagyonmérleg ekkor 36 990 forint 80 korona, a bevétel 14 805 forint 15 koronát mutatott ki. Az egyesület 16 fiókkal rendelkezett.
Az 1890-es években az intézmény a forgalmát megsokszorozta. 1886-ban 27 gyermekágyas nőt ápoltak, ez a szám 1897-re mintegy 800-ra emelkedett. 1886-ban 27 csecsemőt ápoltak, majd 1897-ben közel 900 csecsemőnek viselték gondját. Kezdetben 353 főt gyógykezeltek, ez 1896-ra 1900 főre emelkedett. 1896-ban 605 gyermeket vettek föl, amiből 423-at adtak dajkaságba.
1921-ben a Fehér Kereszt Országos Lelencház Egyesület vezetője Heim Pál volt, ő indította útnak a gyermekvédő „Heim nővérek” képzését.